# BMW S62
Для топовой версии М5 Е39 был разработан новый бензиновый двигатель с индексом S62. В отличие от предыдущего поколения M5 E34, где была рядная шестёрка, S62 был восьмицилиндровым V-образным двигателем объёмом 4,9 литра, выдающим 400 л.с. (294 кВт) при 6600 об/мин. За основу был взят гражданский М62, который, в свою очередь, имел алюминиевый блок и алюминиевые головки блока цилиндров. 
В головке блока цилиндров применяется система Double VANOS, позволяющая изменить фазы газораспределения. Двигатель имеет восемь дроссельных заслонок, по одному дросселю на каждый цилиндр. Глубоко доработана головка блока цилиндров, увеличены впускные и выпускные каналы. Заменены два распределительных вала с большим подъёмом клапана и более широкой фазой.
В блоке увеличен диаметр каждого цилиндра до 94 мм, установлен балансированный и облегчённый коленчатый вал ходом поршня в 89 мм и кованные шатуны, что привело к увеличению объёма двигателя до 4941 см3. Для лучшей циркуляции масла в системе и теплоотдачи, установлено 3 масляных насоса, два откачивающих и один подающий. Охлаждение поршня происходит с помощью масляных форсунок.
В отличие от М62, на S62 применены два ремня ГРМ.